# Betinho (voleibolista)
Roberto Bosch Nogueras Filho (Salvador, 31 de maio de 1965) é um ex-voleibolista indoor e outdoor brasileiro  que se destacou em clubes nacionais e na Seleção Brasileira tanto na categoria juvenil quanto na adulta, ouro no Campeonato Sul-Americano Infanto-Juvenil e Juvenil , 1982 e 1983, respectivamente; e na seleção principal foi ouro no Campeonato Sul-Americano de 1981, bronze na primeira edição da Liga Mundial em 1990 e no mesmo ano foi semifinalista no Campeonato Mundial no Brasil .Em clubes conquistou o ouro no Campeonato Sul-Americano de Clubes em 1986 no Chile.Atuou também como treinador  de vôlei de praia, trabalhando com grandes nomes das praias.

## Carreira
No ano de 1977 Betinho  despertava o interesse do treinador Jorjão,  ocasião que estava  junto de suas irmãs mais velhas em um simples bate-bola, elas já integravam equipes femininas da modalidade, mas ele ainda não havia descoberto sua paixão pelo vôlei, pois era praticante apaixonado pelo futsal recusando transferir-se prontamente.
Em 1978 é introduzido ao vôlei nas categorias de base na AABB/ RJ, quando foi convidado por Antônio Leão e não resistiu; e já foi direto para a equipe titular mirim, como primeira rede e inicia sua trajetória de conquistas, sagrando-se campeão carioca desta categoria, não perdendo um único set.Pouco a pouco foi jogando de forma alternada como atacante e levantador,  a medida que passava para categoria superior e evoluindo, pois, ele vinha de atuação na praia (outdoor), demonstrando fácil adaptação no indoor.
Defendendo a AABB/RJ conquistou diversos títulos nas categorias que disputou assim como o ouro no Torneio Santiago do Chile.Em 1981, obteve o vice-campeonato carioca de duplas de vôlei de praia e no voleibol indoor foi convocado para Seleção Adulta para disputar o Campeonato Sul-Americano que ganhou o título no Chile e garantiu a qualificação para Copa do Mundo de 1981.
Em meados de 1982 passa a ser atleta do Fluminense, permanecendo até o ano seguinte, repetindo o sucesso obtido na AABB/RJ sagrando-se campeão carioca nas categorias que disputou. Sagrou-se vice-campeão brasileiro de 1982 quando integrou a Seleção Carioca, categoria Infanto-Juvenil.Nesse mesmo ano foi convocado  a categoria de base  da  Seleção Brasileira , disputou e obteve a medalha de  ouro no Campeonato Sul-Americano Infanto-Juvenil realizado em Assunção-Paraguai.
Já em 1983 conquistou título do Quadrangular Itália-Grécia-França-Brasi, premiado como  Melhor Jogador do torneio e no mesmo ano sagrou-se novamente campeão sul-americano, desta vez na categoria juvenil, feito repetido na temporada de 1984 quando foi contratado pelo Bradesco/RJ; além disso obteve o tricampeonato carioca adulto consecutivo, obteve também de forma consecutivo o vice-campeão brasileiro em 1985 e 1986, e conquistou neste último ano o ouro no Campeonato Sul-Americano de Clubes.
Na temporada de 1985, Betinho estava numa grande fase no vôlei servindo a Seleção Brasileira conquistando títulos internacionais nos Torneios do Bahrain, Tunísia e Itália.Sua participação no Campeonato Mundial Juvenil foi eleito o Melhor Jogador, que frutificou para sua primeira convocação para a seleção adulta cujo treinador era o Brunoro e com apenas 20 anos treinou ao lado de  grandes nomes "Geração de Prata", como: Bernard, Xandó, Amauri, Renan, Montanaro , Bernardinho além de aprender com  o grande levantador e capitão da seleção William .
Ao lado dos grandes jogadores da geração da prata  disputou a Copa do Mundo  de 1985, terminando em quarto lugar e obteve  o oitavo lugar no Goodwill Games de 1986  e também conquistou os Torneios Bratislava e Suécia.Em 1987 após sair do Bradesco/Atlântica  teve uma breve  passagem por três equipes: Flamengo, onde foi  campeão carioca, mais tarde atuou pelo E.C.Cristalino, onde sagrou-se campeão paranaense  e  jogou pelo Unisa/MG  clube pelo qual terminou em sétimo lugar no Campeonato Brasileiro.
Em 1988 ainda atleta do Cristalino  foi convocado para Seleção Brasileira pelo então técnico Young Wan Sohn em preparação para os Jogos Olímpicos de Verão de Seul.Ainda na temporada de 1988 passa a defender as cores da equipe da Sadia/Concórdia/SC, vencendo os Jasc, o Campeonato Carioca, ficando na terceira colocação no Campeonato Brasileiro.
Conquistou novamente pela Sadia/Concórdia/SC  ouro nos Jasc´s de 1989, mesmo ano que conquistou pela segunda vez medalha de bronze no Campeonato Brasileiro.Nesse mesmo ano ocorre seu retorno a seleção após um bom tempo sem convocação, pelo novo técnico da mesma, Bebeto de Freitas,  para participar do  Campeonato Sul-Americano quando brilhantemente  a equipe jovem sagrou-se campeã e conquistou a  qualificação para a Copa do Mundo.
Também em 1990 esteve na equipe brasileira que disputou o Campeonato Mundial, realizado no Rio de Janeiro-Brasil , sendo semifinalista e ao final da competição encerrou pela seleção na quarta posição, desperdiçando a chance de ocupar um dos lugares no pódio e jogou ao lado de Marcelo Negrão, Jorge Edson, Giovane Gávio, Pompeu, Paulão, Maurício, Janelson,  Carlão, Wagner Bocão, Cidão, Pampa e Tande,  o técnico era Bebeto de Freitas que foi auxiliado por Jorjão.
Em 1990, disputo pela segunda vez o Goodwill Games, e obtém a quinta colocação; no mesmo ano  foi convocado para disputar o Campeonato Mundial de Voleibol Masculino realizado no Rio de Janeiro, diante do Ginásio do Maracanãzinho lotado, mas a seleção conseguiu  a quarta colocação; ainda na mesma temporada serviu a seleção na conquista do bronze na Liga Mundial de Voleibol em Osaka, ou seja, a primeira medalha na competição. Como todo atleta de alto rendimento, as contusões foram surgindo e ele tendo que lidar com inúmeras entorses do tornozelo inúmeras vezes.
Em 2001 disputou o Circuito Banco do Brasil de Vôlei de Praia como treinador da dupla a “Fred”  e “Paulo Emílio”, cuja conquista ocorreu na etapa de São José do Rio Preto e o quarto lugar em João Pessoa .
Atualmente dedica-se a escolinha no Rio de Janeiro que já iniciou mais de 800 pessoas no esporte. Fundada em 1999, a Escola do Betinho, atende uma média de 150 alunos entre crianças, adolescentes e adultos. Betinho também é presidente da organização não governamental (ONG) “Associação Mão na Bola”, que tem o voleibol como principal ferramenta e começa a funcionar em 2003 em Niterói (RJ). Em novembro de 2002, foi convidado para ser o técnico da versão feminina do All-Star Team Sandra Pires, Leila Barros, Ana Paula e Tatiana que disputou a Copa Samsung 4 x 4.
Betinho fundou a Escola de Vôlei do Betinho e em 1999 desenvolveu um trabalho diferenciado dentro do ensino do Vôlei de Praia, com a abertura da Escola do Leblon, responsável pela iniciação de mais de 2000 crianças, adolescentes e adultos. O crescimento foi tanto que atende a todas as idades atualmente É também o idealizador do “Projeto de Mão na Bola” juntamente com a advogada “Sílvia Lopes”, visando lutar pela garantia dos direitos de cidadania e melhoria da qualidade de vida de crianças e adolescentes.

## Títulos  e resultados
- Campeonato Mundial:1990[2][6]
- Copa do Mundo:1985[2]
- Torneio do Bahrain:1985[2]
- Torneio da Tunísia:1985[2]
- Torneio da Itália:1985[2]
- Torneio de Bratislava:1986[2]
- Torneio da Suécia:1986[2]
- Quadrangular Itália-Grécia-França-Brasil:1983[2]
- Campeonato Brasileiro Juvenil:1982[2]
- Campeonato Brasileiro:1985 e 1986[2]
- Campeonato Brasileiro:1988 e 1989[2]
- Jasc:1988 e 1989[2]
- Campeonato Paranaense:1987[2]
- Campeonato Carioca:1981, 1984, 1985, 1986, 1987 e 1988[2]
- Campeonato Carioca:1982 e 1983[2]
- Campeonato Carioca Juvenil:1982 e 1984[2]
- Campeonato Carioca Infanto-Juvenil:1980, 1981 e 1982[2]
- Campeonato Carioca Infantil:1979 e 1980[2]
- Campeonato Carioca Mirim:1978[2]

## Premiações individuais
- 1983 – Melhor Jogador do Quadrangular Itália/Grécia/França/Brasil[2]
- MVP do Campeonato Mundial Juvenil de 1985[2]